# Elshof
Der Elshof ist ein Wohnplatz im Ortsteil Nierow der Gemeinde Schollene im Landkreis Stendal in Sachsen-Anhalt.

## Geografie
Der Elshof, ein ehemaliges Gut, liegt 1½ Kilometer nordwestlich von Nierow und 4 Kilometer nordöstlich von Schollene in abgelegener idyllischer Waldlage im Landschaftsschutzgebiet „Untere Havel“.

## Geschichte
Bei der Volkszählung im Jahre 1871 hatte der Hof 13 Einwohner, 1905 waren es nur noch 6.
Im Jahre 1920 brannte das alte Fachwerkhaus ab, ein neues Gutshaus wurde errichtet. Im Januar 1925 wurde von Plänen berichtet, eine Misrachi-Lehrfarm in der Nähe von Rathenow auf einem 400 Morgen großen Gut zu errichten, ein „Geflügelzuchtmeister ist bereits angestellt“. Es „wird ein Lehrgeld von 75 bis 80 Mark monatlich inklusive Pension erhoben“. „Die Ausbildung soll bereits im Februar anfangen“. Im März 1925 erschien dann eine Mitteilung im „Jüdischen Wochenblatt“, dass die deutsche Misrachi in Elshof bei Rathenow eine Lehrfarm geschaffen hat, in der vorläufig 10 Jungen und 8 Mädchen in allen landwirtschaftlichen Zweigen ausgebildet werden. Mosche Unna meinte, dass der Elshof wohl aus finanziellen Gründen bereits im Oktober 1926 nicht mehr als Hachscharaplatz diente. Zum Gut gehörten etwa 50 Hektar Land, zwei Ställe und eine Scheune. Eigentümer war ein Dr. Mehler aus Berlin. Dieser bot bis Anfang der 1930er Jahre 15 bis 20 behinderten Kindern und Jugendlichen ein Zuhause. Danach erwarb die Familie von Gymnich den Hof.
Heute wird das „Landgut Elshof“ für den Tourismus und zur Pferdezucht genutzt.